# Reserva Natural de Lagunas de Villafáfila
Reserva Natural de Lagunas de Villafáfila är ett naturskyddsområde som ligger i nordöstra delen av Zamoraprovinsen i Kastilien och León, Spanien, inom comarcan Tierra de Campos. De mjuka bergarterna i landskapet och dess speciella geologiska egenskaper är bakgrunden till att saltlaguner har bildats och gett denna fuktiga zon en framträdande roll på den Iberiska halvön. Området är nästan den enda representanten för ett ekosystem som tidigare varit vanligt förekommande, men som av olika orsaker idag nästan försvunnit.
I detta lagunsystem, av invånarna på orten kallat Las Salinas, märks ”Laguna Grande” (Villafáfila) med en yta av 192 ha, ”Laguna de Barillos” (Revellinos och Villafáfila) med 118 ha och ”Laguna de las Salinas” (Villarrín de Campos och Villafáfila) med 70 ha. Den sistnämnda blev utdikad 1970 och återställdes 1989 av Junta de Castilla y León.

## Läge
Området Reserva Natural de Lagunas de Villafáfila omfattar 32 682 ha och ligger i nordöstra delen av Zamoraprovinsen, inom comarca de Tierra de Campos, där grässlätter är det dominerande inslaget. I mitten av detta och avbrytande monotonin som uppstår av den obevattnade odlingen, ligger detta lagunsystem som en oas, salthaltig och av periodvis karaktär.

## Socialt och kulturellt minne

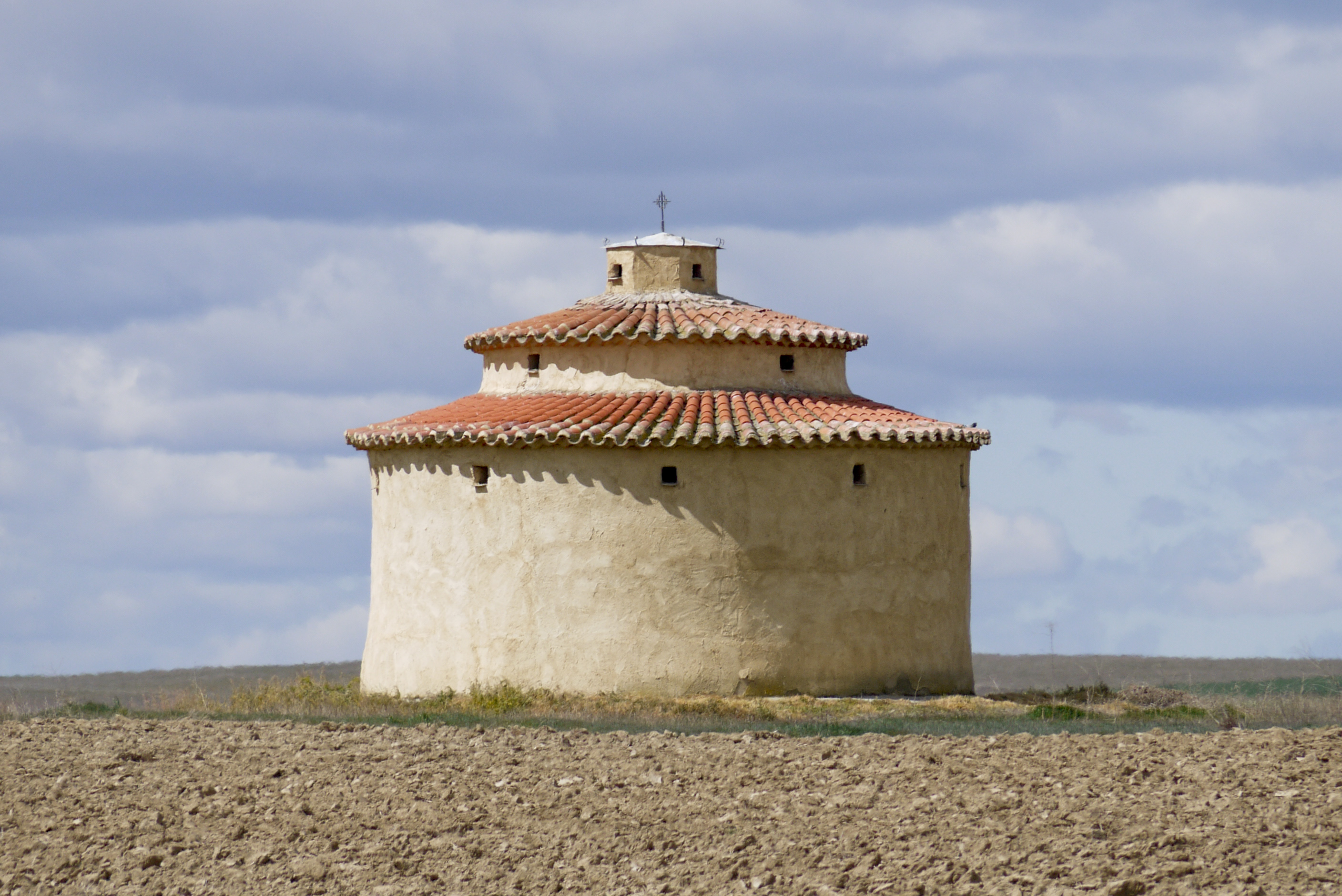
Ett typiskt duvslag i Tierra de Campos (Villafáfila).

Största delen av de bosättningar som man genom tiderna har haft i detta naturreservat, har sitt upphov i utvinningen av salt, trots att dessa bördiga trakter även har tillåtit framgångsrika jordbruk och boskapsuppfödning.
De första arkeologiska fynden är rester av bosättningar från bronsåldern (3000–1700 f.Kr.), vilka visar konstruktioner och verktyg som härrör från extraktion och omvandling av salt. Provinsmuseet i Zamora har keramik från denna epok med koppling till saltutvinning. Keramiken har hittats vid stranden av saltlagunerna mellan Villafáfila och Villarrín de Campos.
Under 1900-talet, speciellt från 1940-talet, har området lidit en märkbar och kontinuerlig utvandring, vilket gjort att några av samhällena nästan helt har avfolkats.
Formen på byarna i Tierra de Campos brukar vara bostäder som ligger i linje längs en kommunikationsväg, utan att det finns någon egentlig kärna. Arkitekturen utmärks av att man använder lera som främsta material. Blandat med vatten, hö och lång torkning i solen blir detta lertegel. Om leran läggs i lager alternerande med kalk i en form får man tapial (jordhus). De flesta av kyrkorna i byarna, konstruerade i sten och tegel, har betydande konstskatter. Några av dessa tempel är riktiga arkitektoniska smycken.
Bland regionens egna arkitektoniska uttryck märks de enstaka och vackra duvslagen (spanska: palomar), som med sin siluett bryter av det monotona stäpplandskapet. Duvslagen är vanligtvis cirkulära, och brukar vara konstruerade av lersten som murats med ett tunt lager lera. Ytterväggen är klädd med tapial och taken utförda i arabisk stil av bränt tegel. Tyvärr har den dåliga lönsamheten med duvslag lett till att många av dem är övergivna och ibland står i ruiner. Under de senaste årtiondena under 1900-talet och de första åren på 2000-talet har ett märkbart arbete skett med återställande och ibruktagande av dessa arkitektoniska byggnader som är så typiska för Tierra de Campos, och också är härbärge för en rik inhemsk fågelfauna.

### Byggnader
Casa de la Reserva (”Reservatshuset”), kallat "El Palomar" (”Duvslaget”), är referenspunkt och samlingsplats för området vid Lagunas de Villafáfila, såväl för befolkningen som för besökarna. Där finns information om naturområdet, dess naturskyddsvärden och dess betydelse kulturellt och  socialt.
Byggnaden ligger vid samhället Villafáfila, intill vägen som förbinder denna ort med Tapioles, cirka 1,5 km från den förstnämnda, och efterliknar ett av de mest typiska kännetecknen för Tierra de Campos, nämligen duvslaget (palomar).

### Observationsplatser
Tre observationsplatser finns:
- Laguna Grande, i Otero de Sariegos, där man kan skåda de 1000-tals gäss som kommer och går under vintern.
- Laguna de la Rosa, i Revellinos, intill bilvägen till Villalpando.
- Laguna de San Pedro, i Villarrín de Campos.

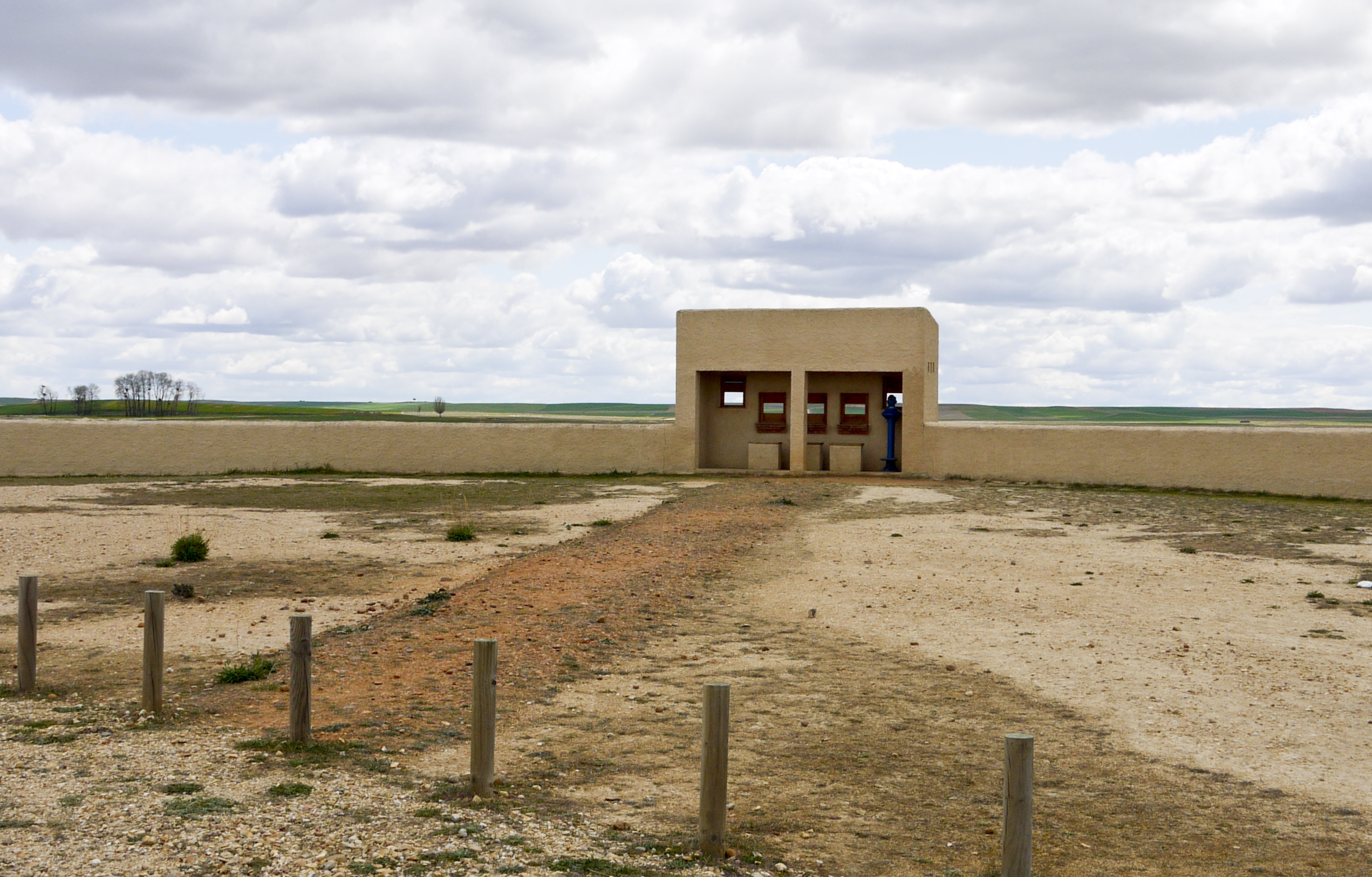
Observationsplats
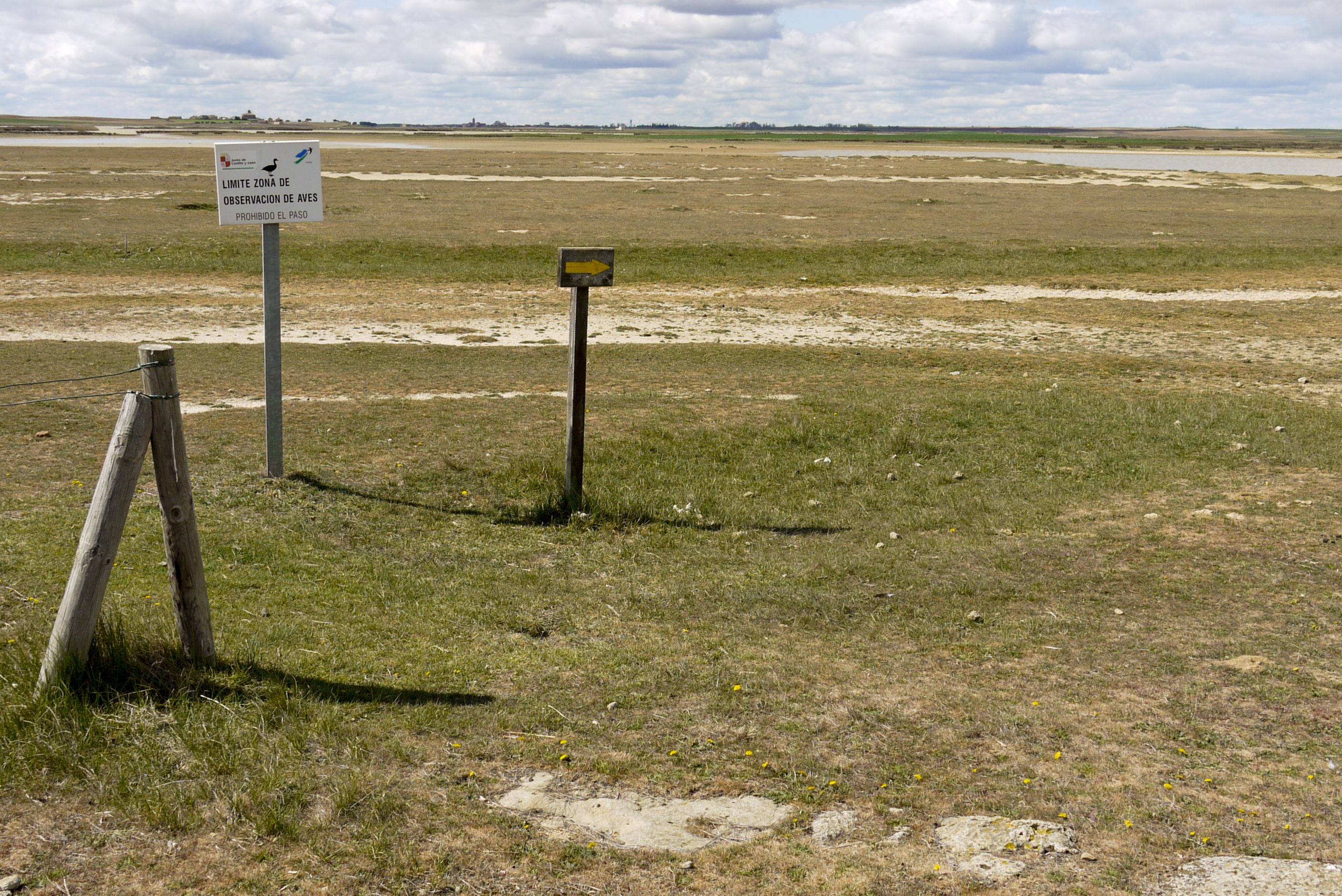
Skyltning av reservatet
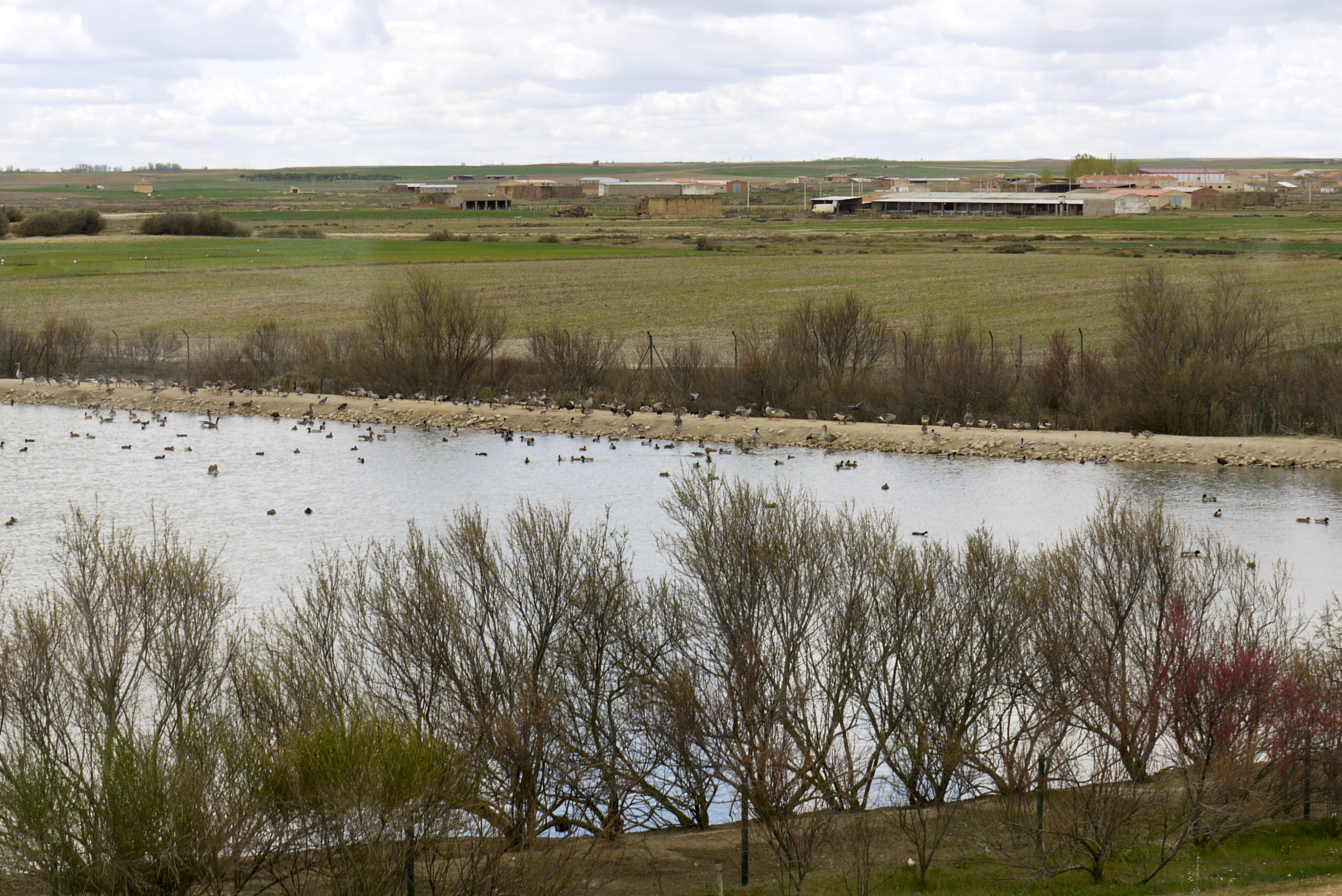
Änder, gäss med mera
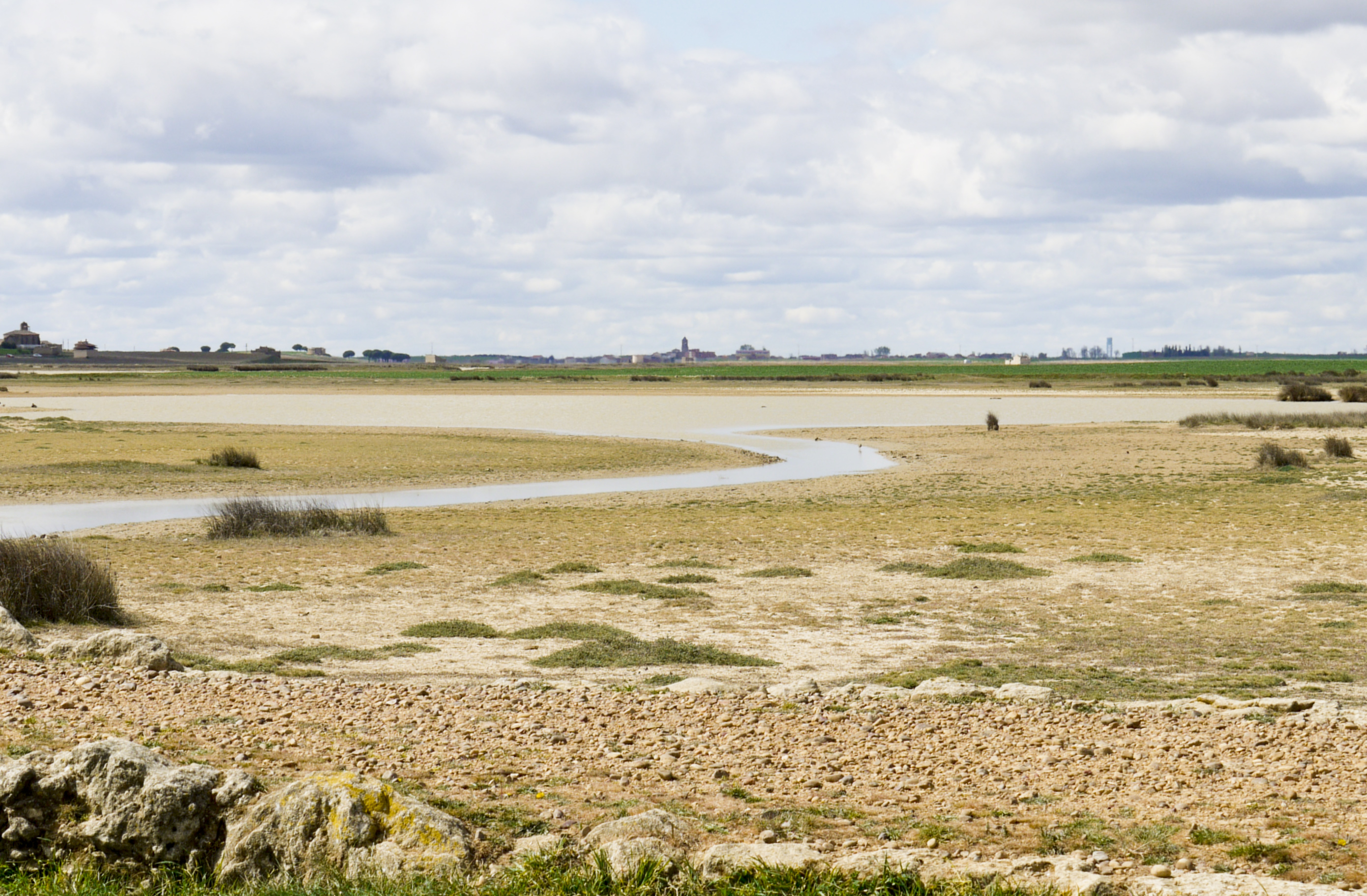
En av lagunerna